# Émetteur de Niort-Maisonnay

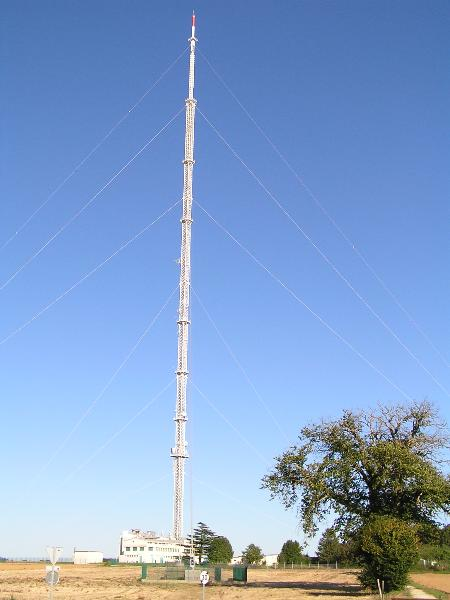
L'émetteur de Maisonnay.

L'émetteur de Niort-Maisonnay est une installation servant à la retransmission de la télévision et de la radio FM près de Niort, au lieu-dit "La Brousse". Il est aussi un relais de téléphonie mobile. Il se situe aux coordonnées 46° 11′ 33″ N, 0° 03′ 10″ O. Il utilise un mât à haubans d'une hauteur de 330 mètres, ce qui en fait l'une des constructions les plus hautes de France. Le pylône est de la même hauteur que la Tour Eiffel (qui a gagné 6 mètres en 2022) mais moins élevé que l'émetteur du Mans Mayet (342 mètres) et que celui d'Allouis (350 mètres). Le pylône de Niort n'est pas rayonnant, mais supporte les antennes d'émission, à une haute altitude, pour émettre encore plus loin.

## Radio FM
| Fréquence | Station        | Puissance (PAR) | RDS (PS) |
| --------- | -------------- | --------------- | -------- |
| 91.1      | France Musique | 200 kW          | _MUSIQUE |
| 96.4      | France Culture | 200 kW          | _CULTURE |
| 99.4      | France Inter   | 200 kW          | __INTER_ |

Source : Les radios de Maisonnay sur annuaireradio.fr (consulté le 10 avril 2017)

## Télévision

### Analogique
La télévision en analogique n'existe plus dans la région Poitou-Charentes depuis le 19 octobre 2010. Le 18 mai 2010, France 3 Pays de la Loire a cessé ses programmes émis depuis l'émetteur de Maisonnay, en même temps que la région des Pays de la Loire.
| Chaîne                                        | Canal | Puissance (PAR) |
| --------------------------------------------- | ----- | --------------- |
| TF1                                           | 22H   | 515 kW          |
| France 2                                      | 28H   | 515 kW          |
| France 3 Poitou-Charentes                     | 25H   | 515 kW          |
| Canal+                                        | 6V    | 405 kW          |
| France 5 (de 3 h à 19 h) Arte (de 19 h à 3 h) | 38H   | 200 kW          |
| M6                                            | 64H   | 200 kW          |
| France 3 Pays de la Loire                     | 58H   | 265 kW          |

Source : "Liste des anciens émetteurs de télévision français" (fichier PDF)

### TNT: Diffusion numérique terrestre
| Multiplex | LCN            | Chaînes                                                                     | Canal | Puissance (PAR) | Diffuseur |
| --------- | -------------- | --------------------------------------------------------------------------- | ----- | --------------- | --------- |
| R1        | 2 3 4 16 30    | France 2 France 3 Poitou-Charentes France 4 France Info France 3 Atlantique | 25H   | 71 kW           | TDF       |
| R15       | 32             | France 3 Pays de la Loire                                                   | 37H   | 8 kW            | TDF       |
| R2        | 12 13 14 17 18 | Gulli BFM TV CNews CStar T18                                                | 27H   | 71 kW           | TDF       |
| R4        | 5 6 7 9 22 26  | France 5 M6 Arte W9 6ter Paris Première                                     | 40H   | 71 kW           | TDF       |
| R6        | 1 8 10 11 15   | TF1 LCP TMC TFX LCI                                                         | 36H   | 71 kW           | TDF       |
| R7        | 20 21 23 24 25 | TF1 Séries Films L'Équipe RMC Story RMC Découverte Chérie 25                | 43H   | 71 kW           | TDF       |

Population desservie potentielle : 1 200 000 habitants s'il n'y avait pas d'autres émetteurs en contrainte de fréquences ou autres orientations d'antennes sur des réémetteurs.
Source : Emetteurs TNT dans les Deux-Sèvres sur le forum de tvnt.net (consulté le 1er juillet 2018).

## Téléphonie mobile
| Opérateur        | 2G  | 3G  | 4G  | FH  |
| ---------------- | --- | --- | --- | --- |
| Orange           | Oui | Oui | Non | Non |
| SFR              | Oui | Oui | Non | Oui |
| Bouygues Telecom | Oui | Non | Non | Oui |
| Free             | Non | Oui | Oui | Oui |

Source : Situation géographique du site sur cartoradio.fr (consulté le 10 avril 2017).

## Autres transmissions
- Bolloré Télécom : Faisceau hertzien
- IFW (opérateur WiMAX) : BLR de 3 GHz
- TDF : Faisceau hertzien

Source : Situation géographique du site sur cartoradio.fr (consulté le 10 avril 2017).

## Photos du site
- Galerie de photos du site tvignaud. (consulté le 13 avril 2017).
- Photos sur annuaireradio.fr (consulté le 13 avril 2017).